# Alana Falk

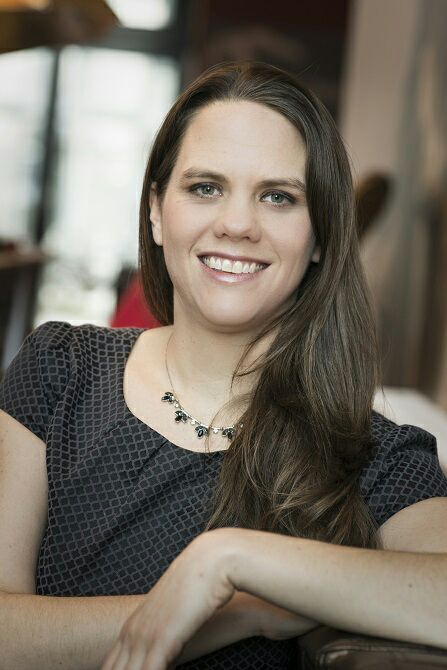
Alana Falk

Alana Falk (* 19. Februar 1980 in Süddeutschland) ist eine deutsche Romanautorin, die auch unter den Pseudonymen Lily Oliver und Emilia Lucas schreibt.

## Leben
Falk studierte Tiermedizin und übersetzte nach dem Studium eine Zeit lang Liebesromane. Seit 2013 schreibt sie hauptberuflich Liebesromane. Neben romantischer Fantasy, die unter dem Namen Alana Falk veröffentlicht wird, schreibt sie unter dem Pseudonym Lily Oliver New Adult-Literatur (Liebesromane mit leichter Erotik für junge Erwachsene) sowie unter dem Pseudonym Emilia Lucas Erotikromane. Sie ist Mitglied der Autorenvereinigung DeLiA – Vereinigung deutschsprachiger Liebesroman-Autoren und -Autorinnen sowie des Phantastik-Autoren-Netzwerks (PAN).
Mit ihrem Roman Gods of Ivy Hall – Cursed Kiss erreichte sie Platz 34 der SPIEGEL-Bestsellerliste (Hardcover Belletristik, Ausgabe 11/2020). 
Alana Falk lebt mit ihrem Ehemann in München.

## Werke

### Als Alana Falk
- Die Blutroten Schuhe. Machandel, Haselünne 2013, ISBN 978-3-939727-33-0.
- Bis ins Herz der Ewigkeit. Carlsen, Hamburg 2014, ISBN 978-3-646-60040-7.
- Seelenmagie – Unendlich. Bookshouse. Pano Akourdaleia 2014, ISBN 978-9963-52-379-5.
- Seelenmagie – Verirrt. Bookshouse. Pano Akourdaleia 2015, ISBN 978-9963-52-920-9.
- Seelenmagie – Im Augenblick. Bookshouse. Pano Akourdaleia 2016, ISBN 978-9963-53-479-1.
- Seelenmagie – Im Abgrund. Bookshouse. Pano Akourdaleia 2017, ISBN 978-9963-53-543-9.
- Das Herz der Quelle – Sternensturm. Arena, Würzburg 2017, ISBN 978-3-401-60290-5.
- Das Herz der Quelle – Sternenfinsternis. Arena, Würzburg, 2018, ISBN 978-3-401-80769-0.
- Gods of Ivy Hall – Cursed Kiss. Ravensburger, Ravensburg, 2020, ISBN 978-3-473-40189-5.
- Gods of Ivy Hall – Lost Love. Ravensburger, Ravensburg, 2020, ISBN 978-3-473-40192-5.
- Kurzgeschichte Katzennetz in Die Putze von Asgard. Hrsg. Ch. Erpenbeck, Machandel, Haselünne 2016, ISBN 978-3-95959-025-9.

### Als Lily Oliver
- Die Tage, die ich Dir verspreche. Droemer Knaur, München 2016, ISBN 978-3-426-51676-8.
- Träume, die ich uns stehle. Droemer Knaur, München 2017, ISBN 978-3-426-51897-7.
- Kurzgeschichte Sommererwachen in Sommernachtsküsse. Hrsg. Christine Albach, Droemer Knaur, München 2018, ISBN 978-3-426-52254-7.

### Als Emilia Lucas
- Steal my Heart (Gesamtausgabe). Droemer Knaur, München 2014, ISBN 978-3-426-43345-4.
- Die Dunkelheit in dir. Droemer Knaur, München 2015, ISBN 978-3-426-43700-1.
- Heart of Stone. Droemer Knaur, München 2015, ISBN 978-3-426-43383-6.
- Dark Illusion – Verführerische Nähe. Droemer Knaur, München 2016, ISBN 978-3-426-51801-4.

## Auszeichnungen
- Lovelybooks Leserpreis 2014: 9. Platz in Fantasy für Unendlich - Seelenmagie 1
- Lovelybooks Leserpreis 2016: 6. Platz in Liebesromane für Die Tage, die ich dir verspreche (als Lily Oliver)
- DELIA-Literaturpreis 2018: Shortlist für Träume, die ich uns stehle (als Lily Oliver)
- DELIA-Jugend-Literaturpreis 2018: Longlist für Das Herz der Quelle - Sternensturm